# Srbeč
Srbeč (Duits: Serbetsch) is een Tsjechische gemeente in de regio Midden-Bohemen en maakt deel uit van het district Rakovník, 40 km ten noordwesten van Praag en 8 km ten noorden van Nové Strašecí.
Srbeč telt 310 inwoners.

## Geschiedenis
Het dorp werd voor het eerst vermeld in 1227 als Hof van Srbek. De naam verwijst naar de Lausitzer Serviërs die het dorp als kolonisten hebben gesticht. Zij trokken waarschijnlijk na de Duitse overwinning in Lausitz naar de streek.

## Verkeer en vervoer

### Spoorlijnen
Er is geen spoorlijn of station in (de buurt van) het dorp.

### Buslijnen
De volgende buslijnen halteren in Srbeč:
- 583 Milý - Bor - Mšec - Nové Strašecí
- 588 Milý - Bor - Slaný
- 628 Řevničov - Mšec - Kladno

## Bezienswaardigheden

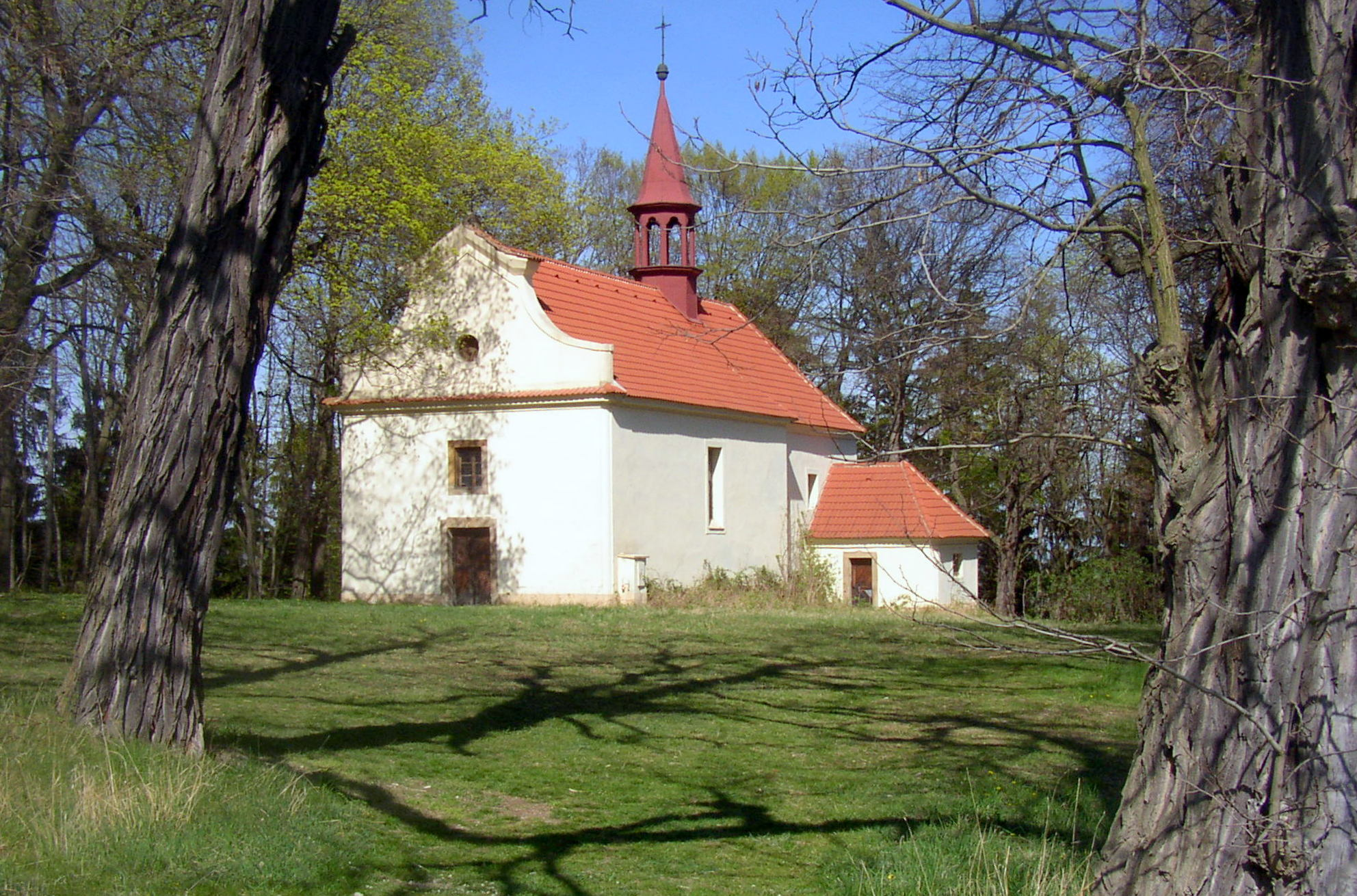
Kerk van de Heilige Drievuldigheid

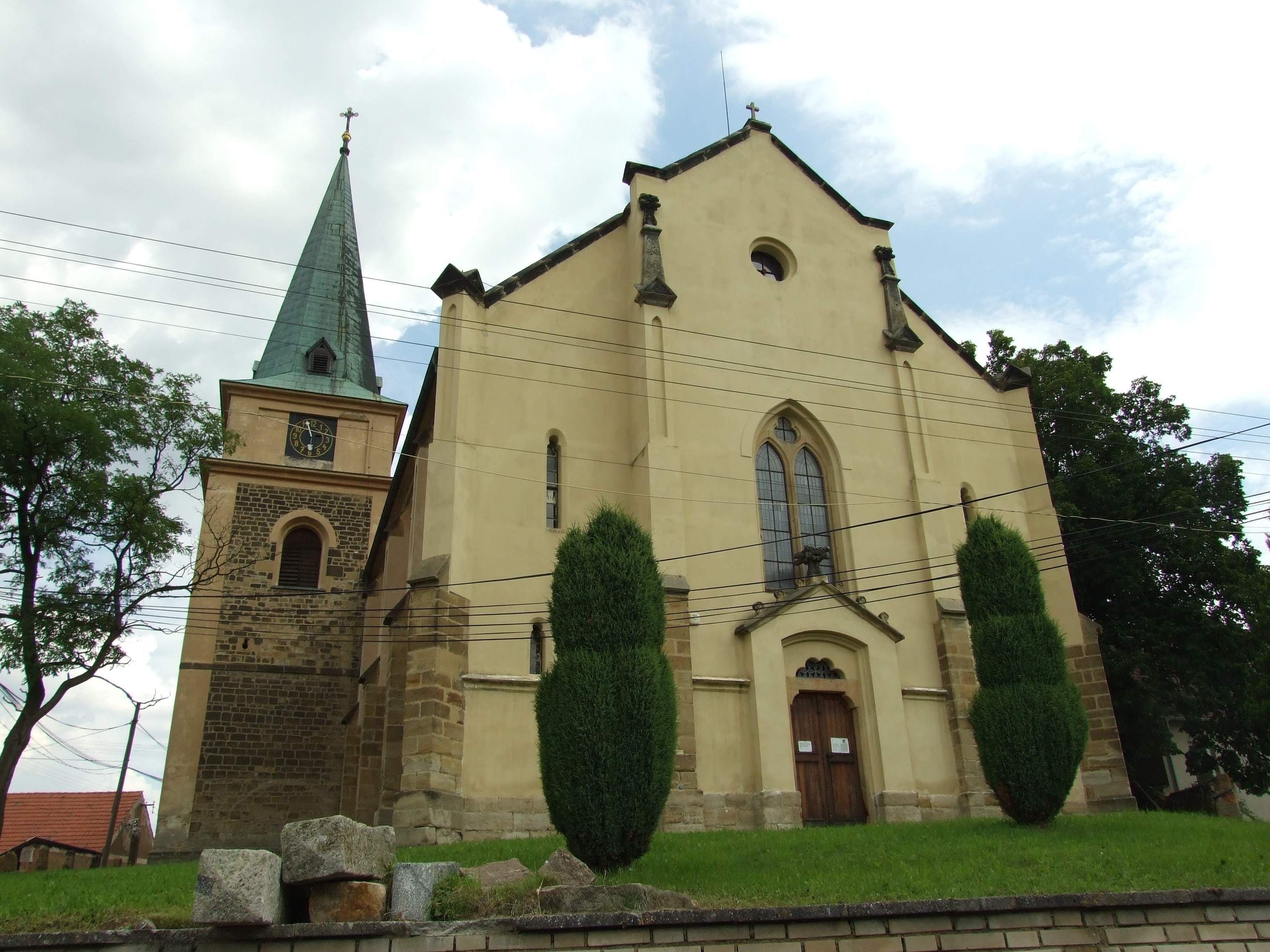
Sint-Jacobkerk

- De kerk van de Heilige Drievuldigheid - een bedevaartskerk op een beboste heuvel ten zuidwesten van het dorp. De kerk dateert uit de 16e eeuw en werd rond 1700 in barokstijl herbouwd, en in 1896 nogmaals.
- De Sint-Jacobkerk op het dorpsplein uit de 14e eeuw - oorspronkelijk gotisch, maar tussen 1877 en 1880 herbouwd in neogotische stijl.

## Geboren in Srbeč
- František Jakub Fortin - architect